# Nouakchott

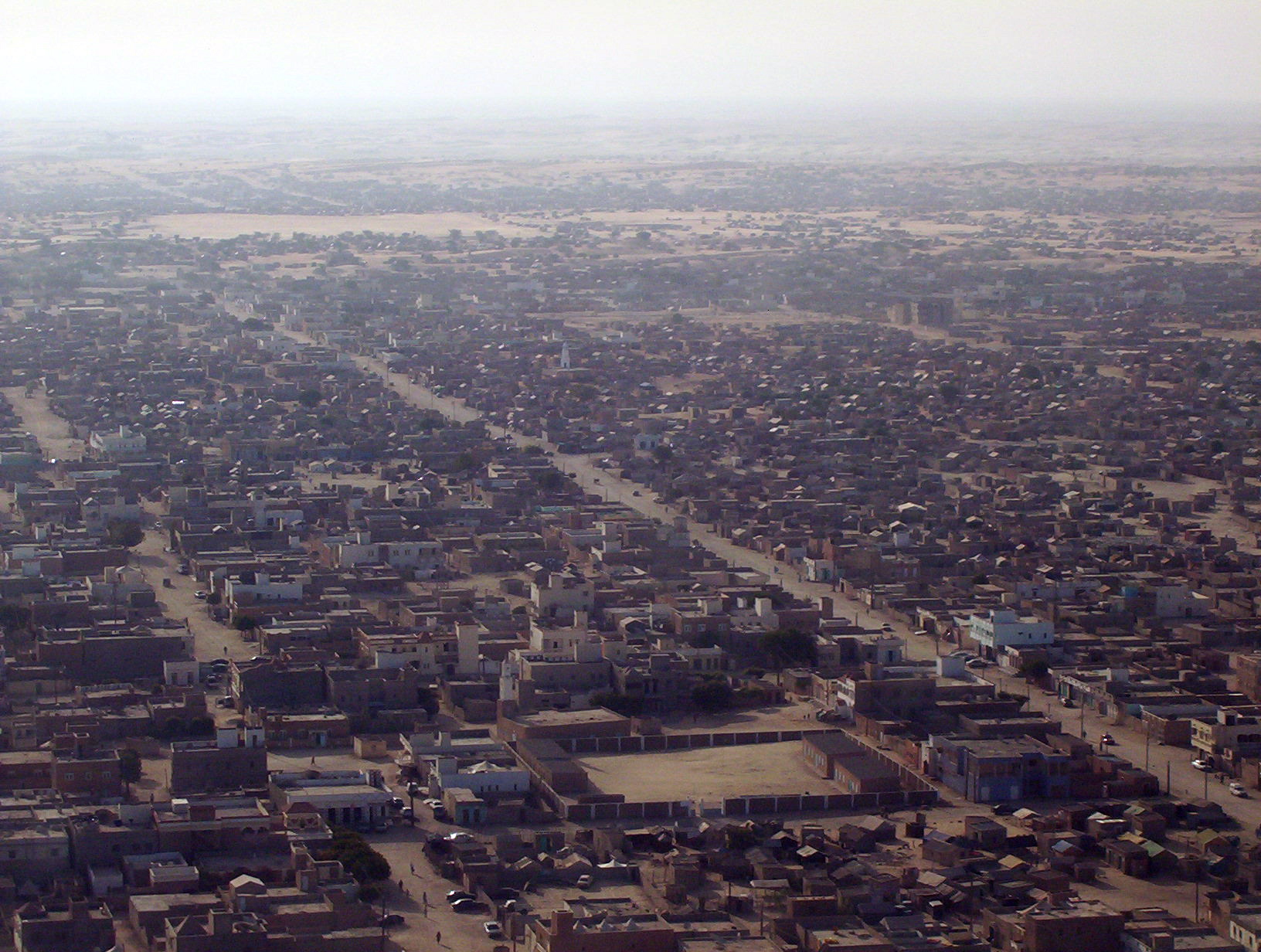
Vista aèria.

Nouakchott (àrab: نواكشوط, Nuwākxūṭ, ‘el lloc dels vents’) és la capital i la ciutat més gran de Mauritània. Es troba a la costa atlàntica del desert del Sàhara. (Latitud = 18° 6′ N i longitud = 15° 57′ O). El nom s'ha mantingut amb l'ortografia donada pels francesos. La ciutat també és el centre administratiu i econòmic de Mauritània.
Nouakchott, antigament un poble costaner de mida mitjana, va ser seleccionada com a capital de la naixent nació de Mauritània. Va ser dissenyat i construït originalment per acollir una població de 15.000 habitants, però va experimentar un creixement demogràfic important als anys 70, quan molts mauritans van fugir dels seus pobles natals a causa de la sequera i la creixent desertització. Molts dels nouvinguts es van establir en zones de barris marginals de la ciutat que estaven mal cuidades i molt massificades. A mitjans de la dècada del 1980, s'estimava que la població de Nouakchott era d'entre 400.000 i 500.000 habitants.
El 2019 la ciutat tenia una població de prop d'1,2 milions de persones i era el centre de l'economia mauritana. És la llar d'un port d'aigües profundes i un Aeroport internacional de Nouakchott-Oumtounsy, un dels dos aeroports internacionals del país. També acull la Universitat de Nouakchott i diverses altres institucions d'ensenyament superior més especialitzades.

## Etimologia
El nom voldria dir ‘lloc on quan es fa un pou surt aigua al nivell de les crostes’ (de l'àrab anwakxut, al seu torn derivat de l'amazic a-n-wakshut (‘lloc de crostes’); al Marroc, el nom a-n-wakxut vol dir ‘bosc’.

## Història
Nouakchott va ser un gran poble de pescadors fortificat (ksar) a 7 km de la costa, a l'època precolonial i sota el domini francès.
Quan Mauritània es preparava per a la independència, no tenia capital. El lloc fou escollit amb cura per evitar inundacions catastròfiques com les del 1950, per tenir assegurat el subministrament d'aigua, i que fos prou lluny del Senegal. La construcció va començar el març de 1958 per engrandir el poble per acollir una població de 15.000 habitants, i les bases es van completar quan els francesos van concedir la independència el 28 de novembre de 1960. Nouakchott es va planificar amb l'expectativa que el comerç i altres activitats econòmiques no tinguessin lloc a la ciutat. El districte central de negocis de Nouakchott es va planificar amb carrers amples i una estructura en forma de quadrícula; el nou Cinquième Quartier (Cinquè Districte) es va situar prop d'aquesta zona i va esdevenir en pocs anys la ubicació d'un gran mercat a l'aire lliure i zona residencial. Durant la dècada del 1960, la ciutat va obtenir el seu propi govern local. A la dècada del 1970, aquestes noves àrees havien crescut tant que van substituir l'antic ksar pel que fa a la importància, ja que també acollien els edificis governamentals i les empreses estatals. La zona de l'actual Nouakchott va ser escollida per Moktar Ould Daddah, el primer president de Mauritània, i els seus consellers. Ould Daddah desitjava que la nova capital simbolitzés la modernitat i la unitat nacional, cosa que descartava les ciutats o pobles existents a l'interior. El poble va ser escollit com a capital per la seva ubicació central entre Saint-Louis, Senegal, la ciutat des de la qual es governava la colònia de Mauritània, i Nouadhibou. La seva ubicació també va permetre evitar la delicada qüestió de si la capital es construïa en una zona dominada pels àrabs, amazics (berbers) o africans subsaharians.
La ciutat va ser atacada dues vegades l'any 1976 pel Front Polisario durant el conflicte del Sàhara Occidental, però la guerrilla va causar pocs danys. L'establiment dels nòmades (sobretot durant la gran sequera del 1968-1973) i l'atracció de la capital van provocar un creixement accelerat. El 1974, tenia uns cent mil habitants i el 1992 havia passat a 600.000; el 1999, n'eren ja 881.000. La nova demarcació estableix els seus habitants, el 2010, en 822.207. La ciutat ha tingut un creixement massiu i sense restriccions, impulsat per la sequera del nord d'Àfrica, des del començament dels anys 1970; centenars de milers s'hi van traslladar a la recerca d'una vida millor. Els censos oficials mostraven 134.000 habitants el 1977 i 393.325 el 1988, tot i que ambdues xifres probablement eren inferiors a la realitat. Ara s'estima que la població consta d'almenys un terç de la població del país de 3,2 milions, i el cens de 2013 va mostrar una població de 958.399.

## Geografia

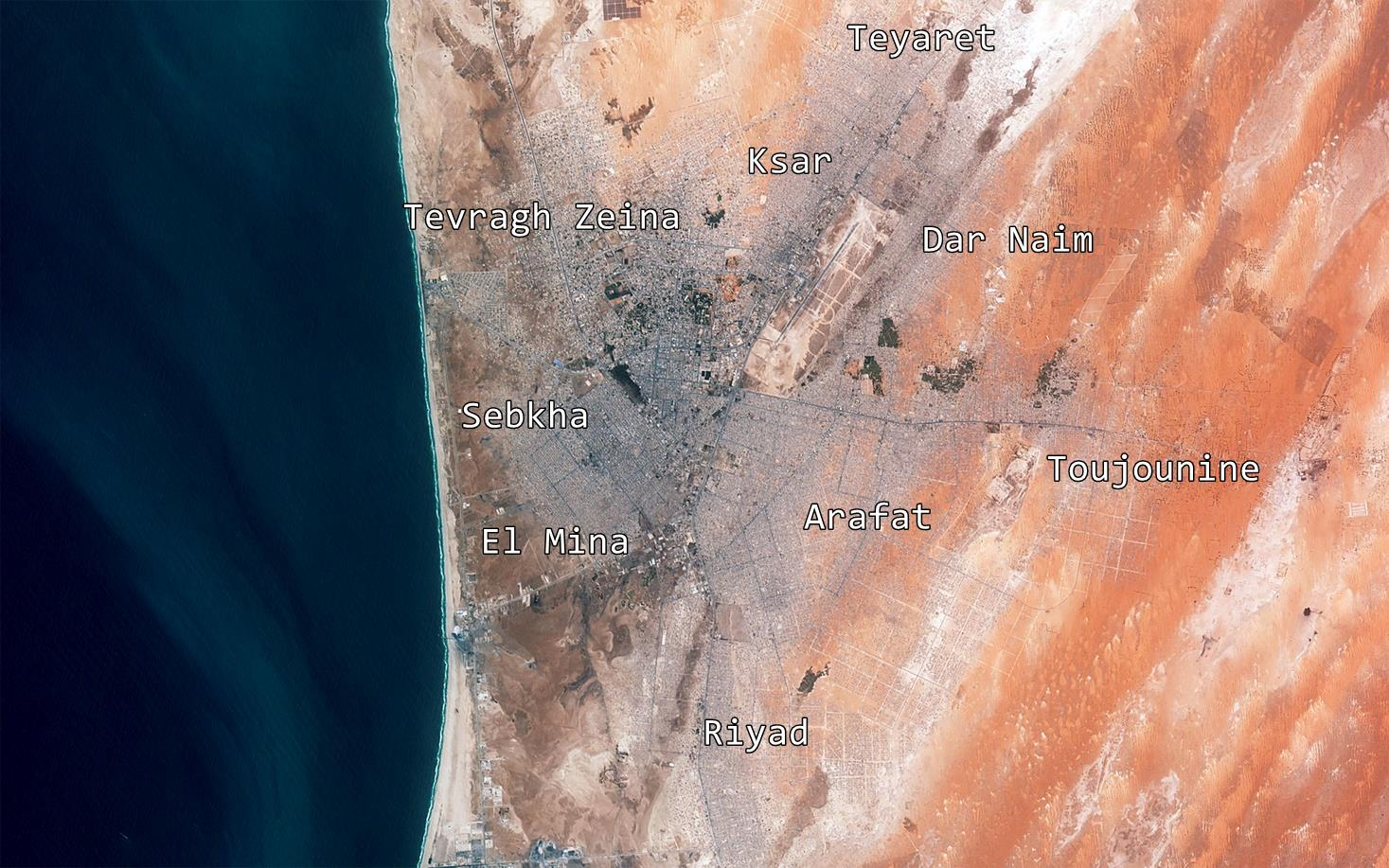
Imatge de satèl·lit de Nouakchott amb els noms dels districtes

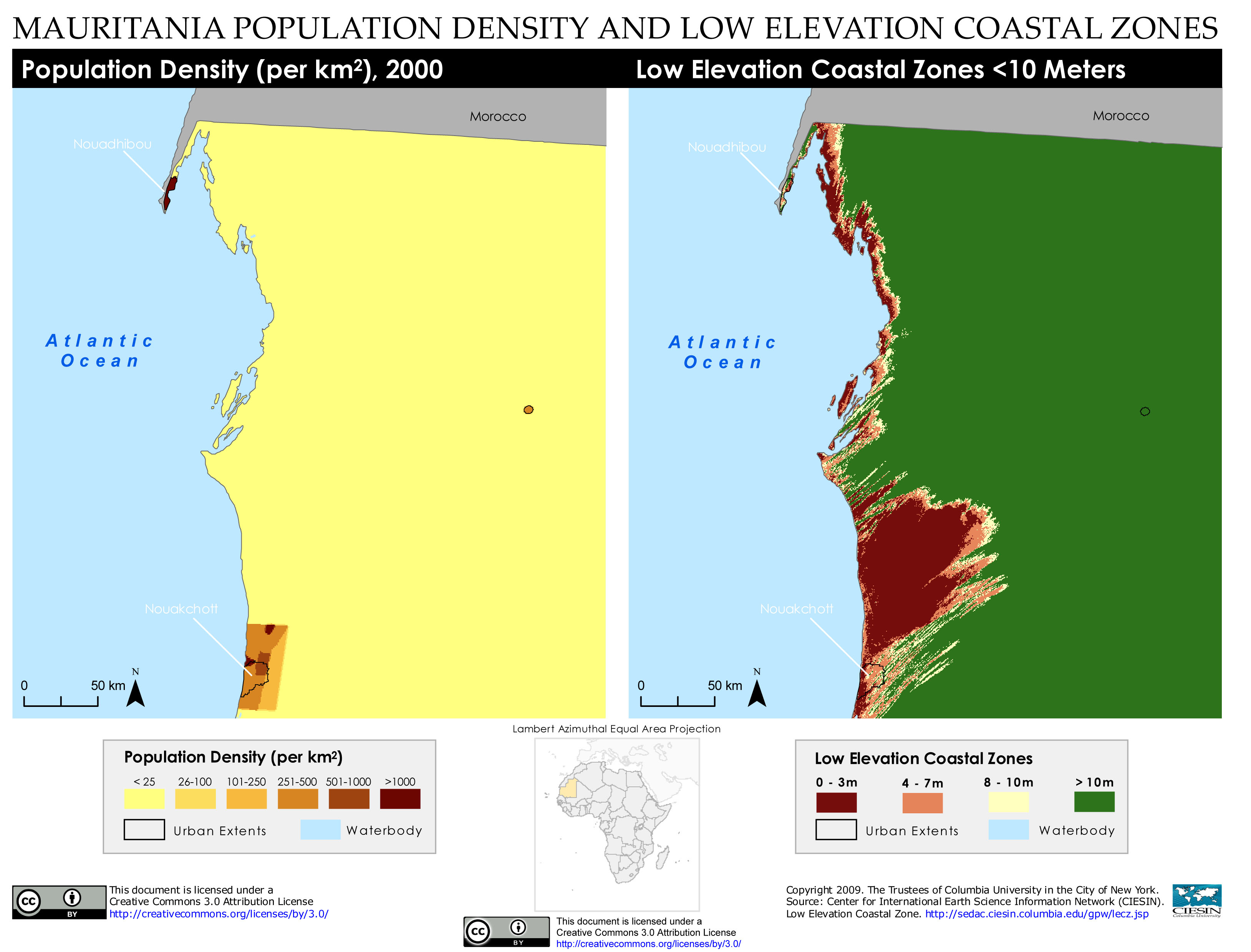
Densitat de població i zones costaneres de baixa cota. Nouakchott és especialment vulnerable a l'augment del nivell del mar.

Situat a la costa atlàntica del desert del Sàhara, es troba a la costa oest d'Àfrica. Amb l'excepció del port de l'Amistat i un petit port pesquer, la franja costanera es deixa majoritàriament buida i es deixa inundar. El litoral inclou bancs de sorra canviants i platges de sorra. Hi ha zones de sorramoll prop del port. Nouakchott és en gran part pla i només uns metres sobre el nivell del mar. Està amenaçada per les dunes de sorra que avancen des del seu vessant est que suposen un problema diari. Hi ha hagut esforços per salvar àrees concretes, inclosa la feina de Jean Meunier. A causa de la ràpida construcció, la ciutat està força estesa, amb pocs edificis alts. La majoria dels edificis són d'una sola planta.
La ciutat té un centre occidentalitzat amb els ministeris, ambaixades i altres serveis destacats com bancs i grans superfícies comercials; després, compta amb uns barris residencials i, als afores, els establiments precaris dels pobres. Fins als anys 1970, hi va haver tendes nòmades en zona urbana (200, el 1971).
Nouakchott està construït al voltant d'un gran carrer arbrat, l'avinguda Gamal Abdel Nasser, que recorre el nord-est pel centre de la ciutat des de l'aeroport. Divideix la ciutat en dos, amb les zones residencials al nord i el barri de la medina, juntament amb el kebbe, un barri de barraques format a causa del desplaçament de persones d'altres zones pel desert. Altres carrers importants reben el nom (en francès) de personatges mauritans o internacionals notables dels anys seixanta: Avenue Abdel Nasser, Avenue Charles de Gaulle, Avenue Kennedy i Avenue Lumumba, per exemple.
El kebbe consisteix en edificis de ciment que es construeixen durant la nit i es fan que semblin permanents per evitar la destrucció per part de les autoritats. L'any 1999 es calculava que més de la meitat dels habitants de la ciutat vivien en tendes de campanya i barraques, que s'utilitzaven amb finalitats residencials i comercials. La ciutat es divideix en nou arrondissements, subdividits en Îlots alfabetitzats. Es tracta de Teyarett, Ksar, Tevragh Zeïna, Toujournine, Sebkha, El Mina, Dar Naïm, Arafat i Riad. El districte de Sebkha (Cinquième) acull una gran zona comercial.

### Clima
Nouakchott té un clima càlid desèrtic (Köppen: BWh) amb temperatures càlides durant tot l'any però temperatures fredes a l'hivern. A causa de la ubicació de la ciutat al costat de l'oceà, Nouakchott generalment no és tan calenta com altres ciutats amb aquest clima. Tot i així, la ciutat pot viure dies sufocants. Mentre que les temperatures altes mitjanes són relativament constants al voltant dels 33 °C , les temperatures baixes mitjanes poden oscil·lar entre 25 °C durant els mesos d'estiu fins a 13 °C durant els mesos d'hivern. Les temperatures mínimes poden ser tan baixes com 10 °C durant les nits d'hivern a Nouakchott. La precipitació mitjana a la ciutat és de 95 mm un any.
Un article de 2019 publicat a PLOS One estimava que sota Representative Concentration Pathway 4.5, un escenari "moderat" d'canvi climàtic on l'escalfament global arriba a ~ 2,5-3 °C el 2100, el clima de Nouakchott l'any 2050 s'assemblaria més al clima actual de Khartum. La temperatura anual augmentaria un 2,3 °C i la temperatura del mes més càlid en 2,8 °C, mentre que la temperatura del mes més fred disminuiria uns 0,3 °C. Segons Climate Action Tracker, la trajectòria d'escalfament actual sembla coherent amb 2,7 °C, que coincideix molt amb RCP 4.5.
| Paràmetres climàtics mitjans de Nouakchott (1981–2010, extremes 1934–2012) | Paràmetres climàtics mitjans de Nouakchott (1981–2010, extremes 1934–2012) | Paràmetres climàtics mitjans de Nouakchott (1981–2010, extremes 1934–2012) | Paràmetres climàtics mitjans de Nouakchott (1981–2010, extremes 1934–2012) | Paràmetres climàtics mitjans de Nouakchott (1981–2010, extremes 1934–2012) | Paràmetres climàtics mitjans de Nouakchott (1981–2010, extremes 1934–2012) | Paràmetres climàtics mitjans de Nouakchott (1981–2010, extremes 1934–2012) | Paràmetres climàtics mitjans de Nouakchott (1981–2010, extremes 1934–2012) | Paràmetres climàtics mitjans de Nouakchott (1981–2010, extremes 1934–2012) | Paràmetres climàtics mitjans de Nouakchott (1981–2010, extremes 1934–2012) | Paràmetres climàtics mitjans de Nouakchott (1981–2010, extremes 1934–2012) | Paràmetres climàtics mitjans de Nouakchott (1981–2010, extremes 1934–2012) | Paràmetres climàtics mitjans de Nouakchott (1981–2010, extremes 1934–2012) | Paràmetres climàtics mitjans de Nouakchott (1981–2010, extremes 1934–2012) |
| Mes                                                                        | Gen.                                                                       | Feb.                                                                       | Mar.                                                                       | Abr.                                                                       | Mai.                                                                       | Jun.                                                                       | Jul.                                                                       | Ago.                                                                       | Set.                                                                       | Oct.                                                                       | Nov.                                                                       | Des.                                                                       | Anual                                                                      |
| -------------------------------------------------------------------------- | -------------------------------------------------------------------------- | -------------------------------------------------------------------------- | -------------------------------------------------------------------------- | -------------------------------------------------------------------------- | -------------------------------------------------------------------------- | -------------------------------------------------------------------------- | -------------------------------------------------------------------------- | -------------------------------------------------------------------------- | -------------------------------------------------------------------------- | -------------------------------------------------------------------------- | -------------------------------------------------------------------------- | -------------------------------------------------------------------------- | -------------------------------------------------------------------------- |
| Temperatura diària màxima °C (°F)                                          | 29,1 (84,4)                                                                | 30,8 (87,4)                                                                | 33,5 (92,3)                                                                | 34,8 (94,6)                                                                | 34,3 (93,7)                                                                | 34,7 (94,5)                                                                | 32,4 (90,3)                                                                | 33,0 (91,4)                                                                | 36,1 (97)                                                                  | 36,7 (98,1)                                                                | 34,0 (93,2)                                                                | 31,0 (87,8)                                                                | 33,4 (92,1)                                                                |
| Temperatura diària mínima °C (°F)                                          | 14,5 (58,1)                                                                | 16,4 (61,5)                                                                | 18,2 (64,8)                                                                | 19,1 (66,4)                                                                | 20,7 (69,3)                                                                | 22,8 (73)                                                                  | 24,3 (75,7)                                                                | 25,4 (77,7)                                                                | 25,8 (78,4)                                                                | 23,8 (74,8)                                                                | 19,7 (67,5)                                                                | 16,9 (62,4)                                                                | 20,6 (69,1)                                                                |
| Precipitació total mm (polzades)                                           | 0,7 (0)                                                                    | 1,5 (0,1)                                                                  | 0,2 (0)                                                                    | 0,1 (0)                                                                    | 0,3 (0)                                                                    | 1,9 (0,1)                                                                  | 6,3 (0,2)                                                                  | 36,8 (1,4)                                                                 | 36,3 (1,4)                                                                 | 6,3 (0,2)                                                                  | 2,0 (0,1)                                                                  | 2,8 (0,1)                                                                  | 95,2 (3,7)                                                                 |
| Font: Deutscher Wetterdienst                                               |                                                                            |                                                                            |                                                                            |                                                                            |                                                                            |                                                                            |                                                                            |                                                                            |                                                                            |                                                                            |                                                                            |                                                                            |                                                                            |

Els pous del Trarza haurien d'assegurar l'aigua, però avui dia ja no són suficients i s'hi ha construït una depuradora.
Uns 7 km al sud-est es va construir un wharf per a l'exportació. Les comunicacions, sovint, s'han de fer per avió mercès a un modern aeroport als afores de la capital i a pistes d'aterratge escampades per la zona; les pistes al mig de l'arena són impossibles de mantenir.

### Sostenibilitat
En resposta a un augment previst del 450% de la demanda d'electricitat entre el 2010 i el 2030, la central solar Sheikh Zayed de Nouakchott es va completar el 2012 i es considera la central d'energia solar més gran d'Àfrica. El clima desèrtic provoca l'acumulació de pols, que afecta negativament el rendiment de les plaques solars fotovoltaiques.

## Govern

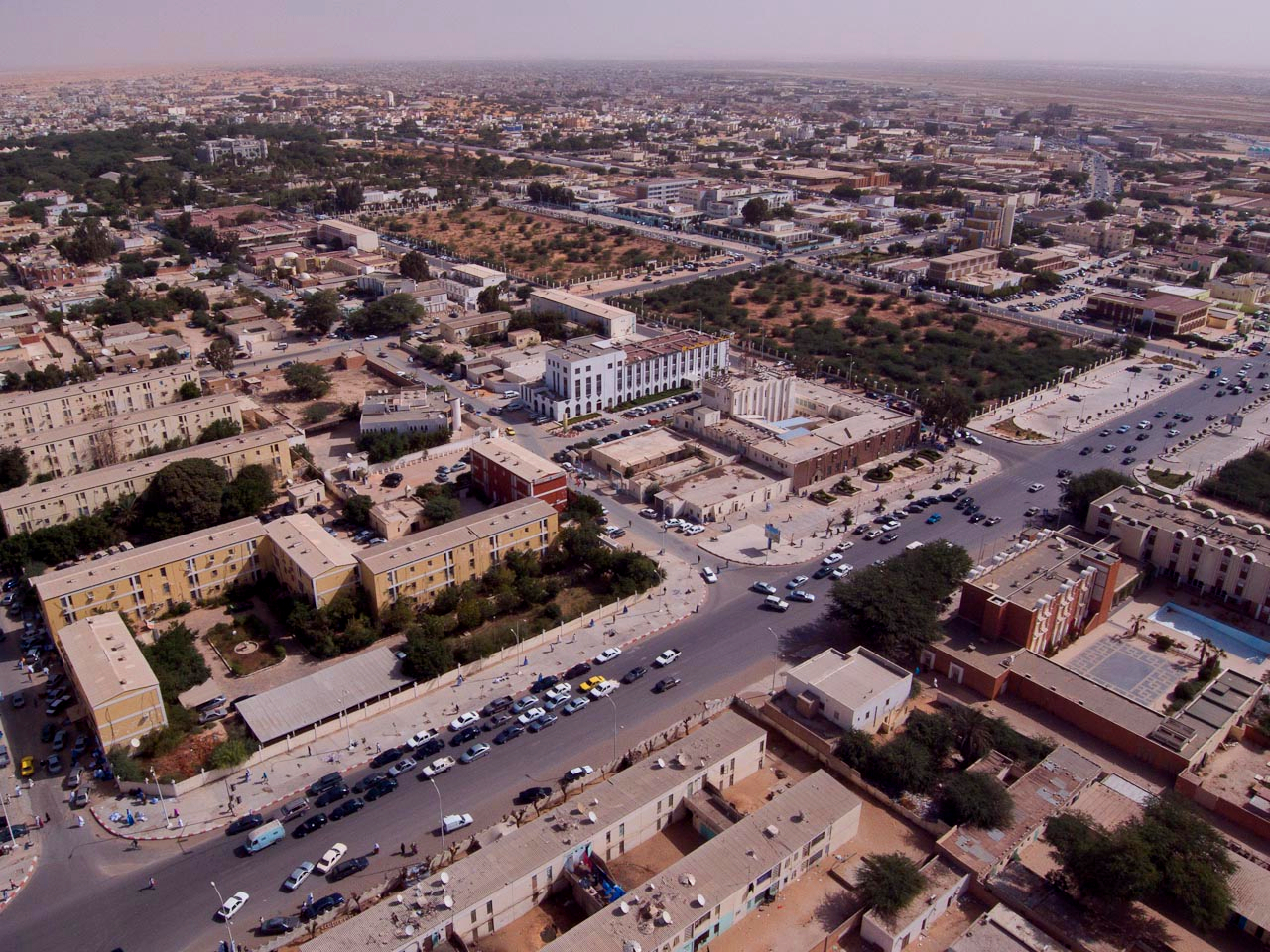
Vista parcial de la ciutat

Nouakchott es divideix en tres regions administratives (wilayat) dirigides per governadors designats pel govern central, cadascuna de les quals conté tres departaments (moughataa):
- Nouakchott-Nord: Dar-Naim, Teyarett, Toujouonine
- Nouakchott-Oest: Ksar, Sebkha, Tevragh-Zeina
- ‘'Nouakchott-Sud: Arafat, El Mina, Riyad

A part del wilayat, el 2018 es va establir a Nouakchott un consell regional elegit directament, que va assumir les funcions de promoció del desenvolupament social i econòmic de la Comunitat Urbana que va substituir. Fatimatou Abdel Malick va ser escollida presidenta del consell el setembre de 2018.
Nouakchott es va dividir inicialment en quatre departaments el 1973. L'any 1986 es van crear els nou departaments actuals.
Antigament un districte, el 1990 Nouakchott es va convertir en una regió de Mauritània. El 25 de novembre de 2014, es va dividir en les tres regions actuals, i l'anterior governador de Nouakchott Mahi Ould Hamed es va convertir en el primer governador de Nouakchott-Nord.

## Demografia
| 1961  | 1965   | 1977    | 1981    | 1988    | 2000    | 2016      | 2017      | 2019      | 2020      |
| 5.807 | 15.000 | 134.704 | 232.000 | 393.325 | 558.195 | 1.077.169 | 1.116.700 | 1.195.600 | 1.315.000 |

En comparació, la seva població era només de 20.000 habitants el 1969. Una part de la dificultat d'estimar la població de la ciutat és que una part és nòmada, instal·lant tendes de campanya en llocs adequats i empaquetant-se quan la necessitat. Algunes estimacions situen la població del 2008 en més de 2 milions. El cens de 2013 va donar una població de 958.399 habitants.

### Reubicació de barris marginals
L'any 2009, el govern de Mauritània va anunciar que començaria un procés de neteja dels barris marginals als afores de Nouakchott, ja que 24.000 famílies finalment serien reubicades als habitatges previstos a la ciutat. El procés estava previst que comencés amb la reubicació de 9.000 famílies dels afores al barri pobre del departament d'Arafat de "Kosovo", anomenat popularment pel seu alt índex de criminalitat i els seus serveis deficients. El govern tenia previst començar a traslladar famílies el juny de 2009, malgrat la preocupació de les agències d'ajuda que no es poguessin posar en marxa les infraestructures necessàries al barri receptor. El 2013, es va informar que els barris marginals s'han substituït per habitatges socials per als més pobres, i el Banc Mundial va informar que el pla va tenir un èxit substancial, donant lloc a l'accés a serveis millorats per a 181.035 persones a les zones dels barris marginals.

## Economia

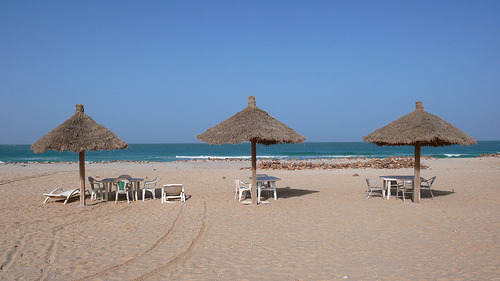
La platja de Nouakchott

Nouakchott és el centre de l'economia mauritana, amb tres quartes parts de les empreses del sector serveis situades a la ciutat El 1999, el 90% de l'activitat econòmica de la ciutat consistia en transaccions informals. Alguns habitants tenen múltiples adreces i mantenen forts vincles amb les seves regions d'origen, de vegades tornen a buscar mà d'obra.

## Cultura

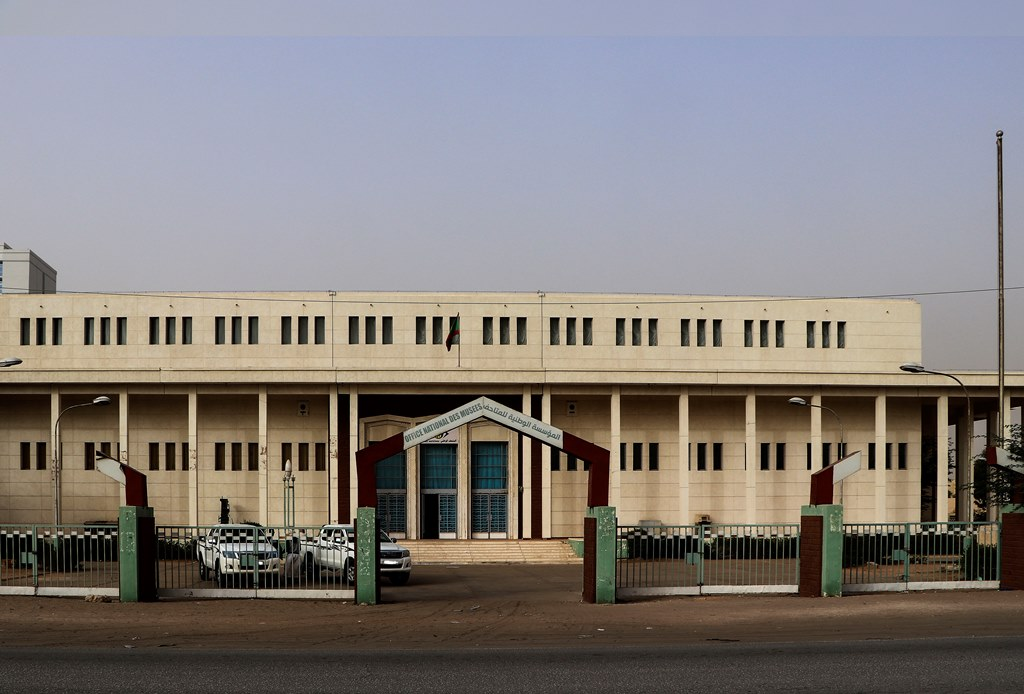
Museu Nacional de Mauritània

Les atraccions a Nouakchott inclouen el Museu Nacional de Mauritània, la Biblioteca Nacional i els Arxius Nacionals. La ciutat acull diversos mercats, entre ells el mercat de Marocaine i les platges. Una platja està dedicada a vaixells de pesca on es pot comprar peix fresc a la Llotja del Peix. Nouakchott és el principal lloc de venda de meteorits del Sàhara.

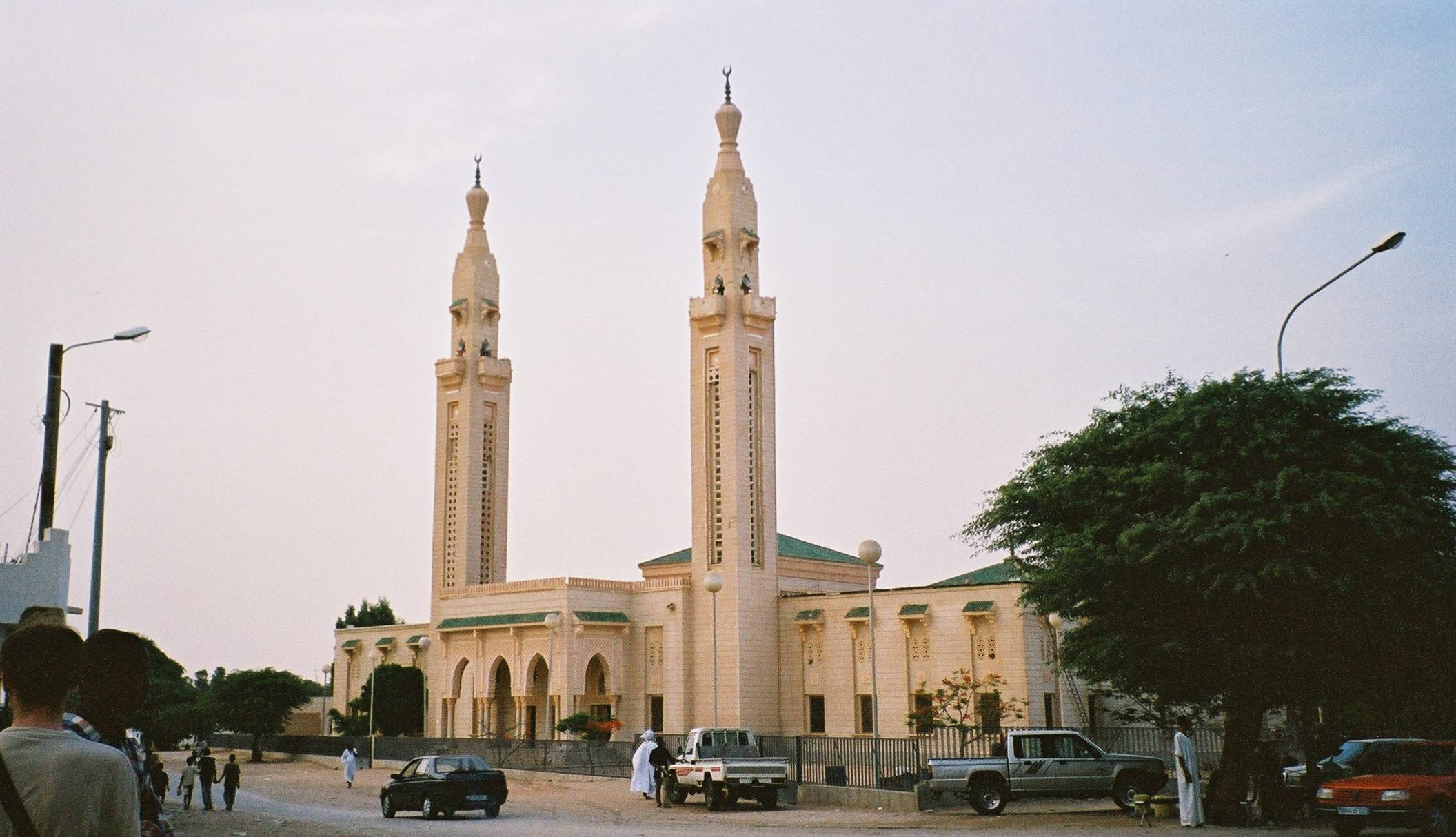
La mesquita saudita, una de les dotze mesquites de Nouakchott

## Llocs de culte
Els llocs de culte, són majoritàriament mesquites musulmanes. Hi ha també esglésies i temples cristians: diòcesi catòlica romana de Nouakchott (Església catòlica), esglésies protestants, esglésies évangéliques.

## Agermanaments
La ciutat està agermanada amb Tucson, Lanzhou, Madrid, Amman, l'Illa de França i Bamako.